# Bernhard Simon (Architekt)

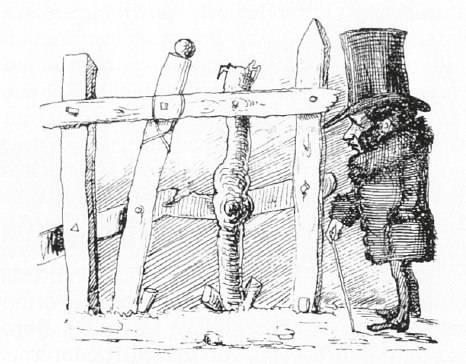
Architekt und Eisenbahndirektor Bernhard Simon bei der Inspektion St. Gallischer Unregelmässigkeiten. Karikatur 1862.

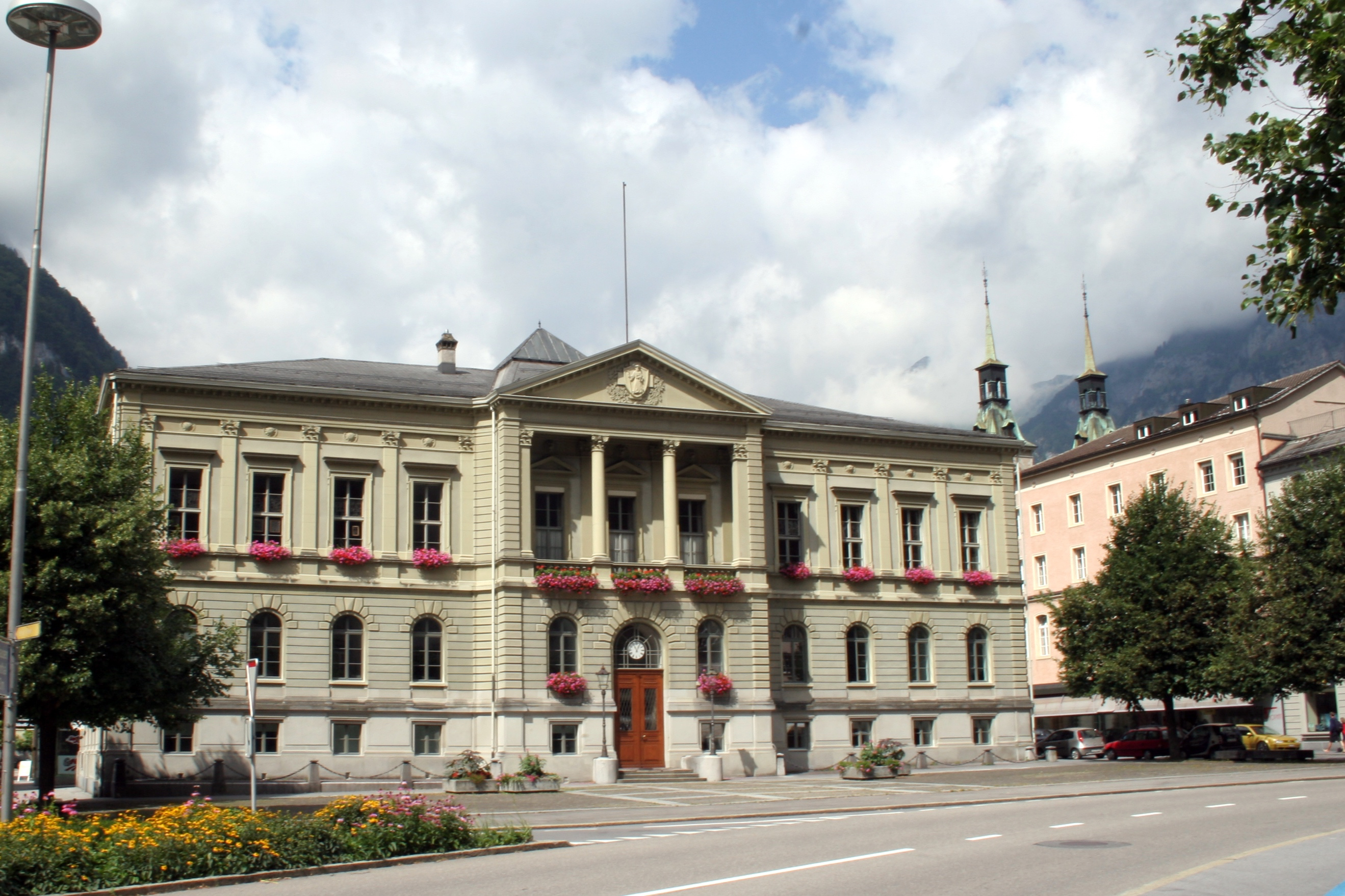
Rathaus Glarus, 1862–1864

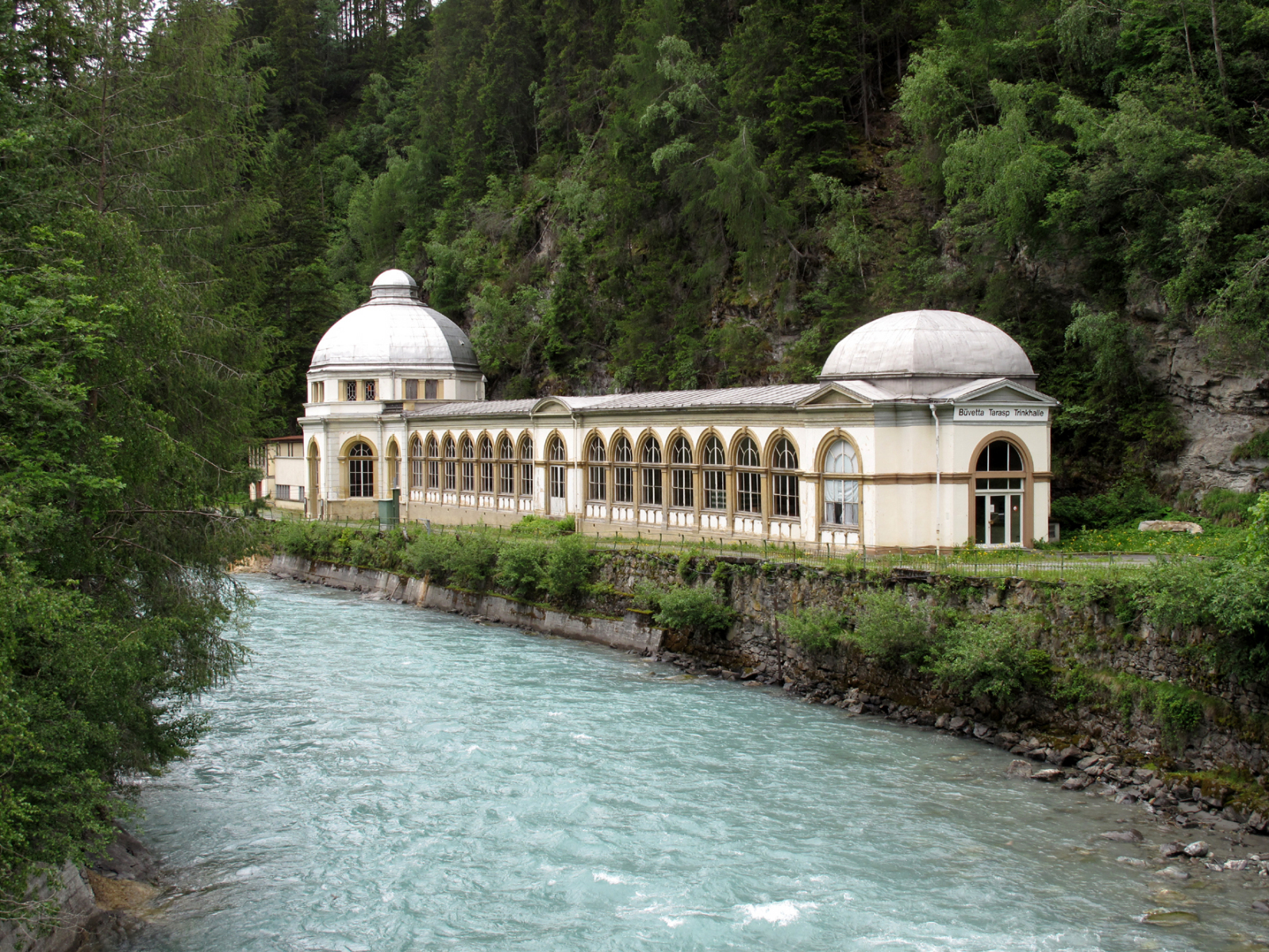
Büvetta, Tarasp, Trinkhalle der Glaubersalzquellen im Unterengadin

Bernhard Simon (* 29. Februar 1816 in Niederurnen; † 28. Juli 1900 in Bad Ragaz) war ein Schweizer Architekt und Ingenieur. Nachdem er in St. Petersburg zu Reichtum gekommen war, wurde er, zurück in der Schweiz, Eisenbahnbetriebsdirektor, Politiker, Bauunternehmer und schliesslich als (Wieder-)Begründer der Heilbadtradition in Bad Ragaz einer der Protagonisten des Bädertourismus der Schweiz im 19. Jahrhundert.

## Leben
Bernhard Simon war der Sohn eines Glarner Kleinbauern und Schusters. Zu einer Zeit, als es noch keine akademisch geregelte Architektenausbildung in der Schweiz gab, erwarb er sich seine Kenntnisse in Lausanne, wo sein Onkel Fridolin Simon Bauinspektor war. 1835 begann er dort zunächst eine Gipser- und Maurerlehre, im darauffolgenden Jahr übernahm er die Stellvertretung seines Onkels. Ausserdem konnte er die Bauleitung von Gebäuden des erkrankten Kollegen Henri Fraisse übernehmen, nämlich des Hotels «Gibbon» und des «Kornhauses».
1839 zog er, nach einem kurzen Studienaufenthalt in Paris, nach St. Petersburg, wo er zunächst Anstellung bei dem aus St. Gallen stammenden Georg Ruprecht Zollikofer (1802–1874) fand. Wenige Monate später machte er sich selbständig. Das bald erfolgreiche Büro – Bernhard Simon holte später seine Brüder Balthasar und Sebastian nach Russland – wurde zu einem der meistbeschäftigten Büros St. Petersburgs der Epoche, das vor allem Wohnbauten für adlige Auftraggeber projektierte. Die bedeutendsten Werke des Architekten in dieser Zeit waren die Innenräume der Paläste Jussupow und Shuvalow (1844–1846) sowie ein neuer Palast und die Rekonstruktion der Landvilla des Grafen Woronzow-Dashkow in Bykowo bei Moskau (1847–1856). 1853 wurde Simon Mitglied der kaiserlichen Akademie. Sein Werk aus dieser Zeit harrt noch der wissenschaftlichen Aufarbeitung.
1854 kehrte Simon aus gesundheitlichen Gründen in die Schweiz zurück. Auf Vermittlung seines Freundes, des Reiseschriftstellers Iwan von Tschudi zog er nach St. Gallen und erhielt dort 1855 das Bürgerrecht. Als bauverantwortlicher Verwaltungsrat war er für die Bauarbeiten der Bahnlinie Rorschach–St. Gallen–Winterthur verantwortlich und nach deren Eröffnung Betriebsdirektor. Er war wohl ein rastloser und akribischer Anpacker. Jedenfalls schrieb der Landbote 1859 über ihn, «kein Weichenwärter war sicher bei Tag oder Nacht, von seinem Besuche oder seiner Inspektion überrascht zu werden». Jedoch verfehlte er nach der Fusion zu den Vereinigten Schweizerbahnen die Stellung als Generaldirektor, weshalb er in seinen Beruf als Architekt zurückkehrte und sich zugleich als Unternehmer betätigte.
In der Nähe des St.-Galler Bahnhofs realisierte er auf eigene Rechnung 1859 bis 1862 das später nach ihm benannte «Simon-Quartier» mit Geschäfts- und Wohnhäusern sowie dem Postgebäude der Stadt. 1861 war er ausserdem neben dem Zürcher Staatsbauinspektor Johann Caspar Wolff einer der beiden Architekten, die den Wiederaufbau von Glarus nach dem verheerenden Dorfbrand planten. Neben den Generalplänen und dem Baureglement plante er dort das Rathaus und errichtete als Generalbauunternehmer die reformierte Stadtkirche nach Plänen von Ferdinand Stadler. In den 1860er-Jahren plante er zudem das Postgebäude von Lausanne (1864) und das Kantonsspital von St. Gallen (1867).
1868 zog er sich aus der St. Galler Geschäftswelt zurück, er legte in diesem Jahr auch sein Gemeinderatsmandat nieder. Grund dafür war die Übernahme der Domäne Hof Ragaz und der Konzession für das Bad Pfäfers, die nach der Säkularisation an den Kanton St. Gallen gefallen waren. Als Heilbadunternehmer errichtete er 1869 dort das Luxushotel «Quellenhof», daraufhin Kursaal, Thermalschwimmbad und Parkanlagen. Ab diesem Zeitpunkt war er, neben der Sorge um das Heilbad, nur noch einmal als Architekt tätig, und zwar für das Kurhaus und die Trinkhalle, die «Büvetta», in Tarasp Mitte der 1870er Jahre.

## Bauten
- 1850–1854: Villa Charlottenfels, Neuhausen
- 1859–1860: Wohn- und Geschäftshäuser, St. Gallen
- 1860–1861: Hotel Walhalla und altes Postgebäude, St. Gallen (1955 durch Brand zerstört)
- 1861–1863: Wiederaufbauplanung von Glarus
- 1862–1864: Rathaus Glarus
- 1868–1869: Hotel Quellenhof, Bad Ragaz (1995 abgebrochen)
- 1874–1877: Büvetta – Trinkhalle und Kurhaus, Tarasp

## Belege
1. ↑  Tagblatt der Stadt St. Gallen 1859. S. 1516. Zitiert nach INSA St. Gallen. Band 8, S. 57/2   (e-periodica.ch).

| Personendaten    | Personendaten                     |
| ---------------- | --------------------------------- |
| NAME             | Simon, Bernhard                   |
| KURZBESCHREIBUNG | Schweizer Architekt und Ingenieur |
| GEBURTSDATUM     | 29. Februar 1816                  |
| GEBURTSORT       | Niederurnen                       |
| STERBEDATUM      | 28. Juli 1900                     |
| STERBEORT        | Bad Ragaz                         |